# Ononis hispida
Ononis hispida är en ärtväxtart som beskrevs av René Louiche Desfontaines. Ononis hispida ingår i släktet puktörnen, och familjen ärtväxter. Utöver nominatformen finns också underarten O. h. hispida.